# Pedoebast I
Pedoebast I (soms ook wel als Pedubastis I of Petoebastis I gespeld) (circa 829 v.Chr. - 804 v.Chr.) was een farao van het oude Egypte. Pedoebast was volgens de overlevering van Libische afkomst en regeerde over Egypte voor 25 jaar volgens Manetho. Hij werd eerst koning in Thebe vooraleer hij een poging ondernam farao te worden. Hij was de voornaamste concurrent van Takelot II en later Osorkon III, van de 23e dynastie van Libische koningen van Opper-Egypte te Thebe. Zijn troonsbestijging stortte Thebe in een slepende burgeroorlog dat drie decennia lang duurde tussen deze twee concurrerende partijen. Elke partij had een rivaliserende lijn van hogepriesters van Amon met die van Pedoebast, Harsiese B, die zijn functie betrad zo vroeg als jaar 6 van Sjosjenq III en dan Takelot E die zijn functie betrad vanaf jaar 23 van Pedubastis I. Osorkon B was Pedoebast I en Harsieses grootste rivaal. Dit conflict is overhoeks vermeld in de beroemde Kronieken van Prins Osorkon te Karnak.
Recente opgravingen door de universiteit van Columbia in 2005 onthullen dat de macht van Pedoebast erkend werd in zowel Thebe als de westelijke woestijnoasen van Egypte bij de grote tempel van de Dakhlaoase, waar zijn cartouche gevonden is. Hij werd opgevolgd door Sjosjenq VI.